# Curcani
Curcani là một xã thuộc hạt Călărași, România. Dân số thời điểm năm 2002 là 5237 người.